# Józef Szperber

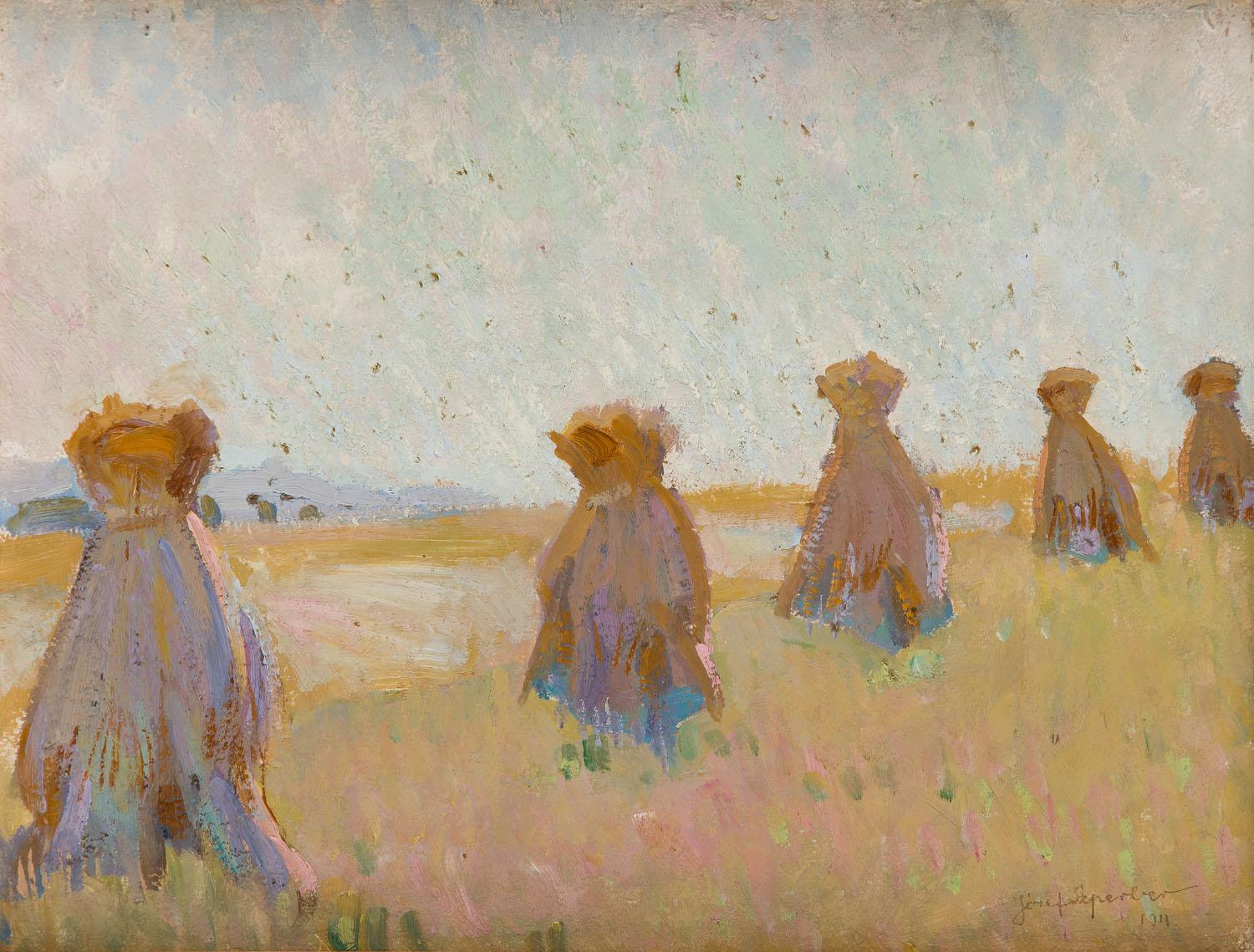
Pejzaż ze snopkami – obraz Józefa Szperbera, 1911

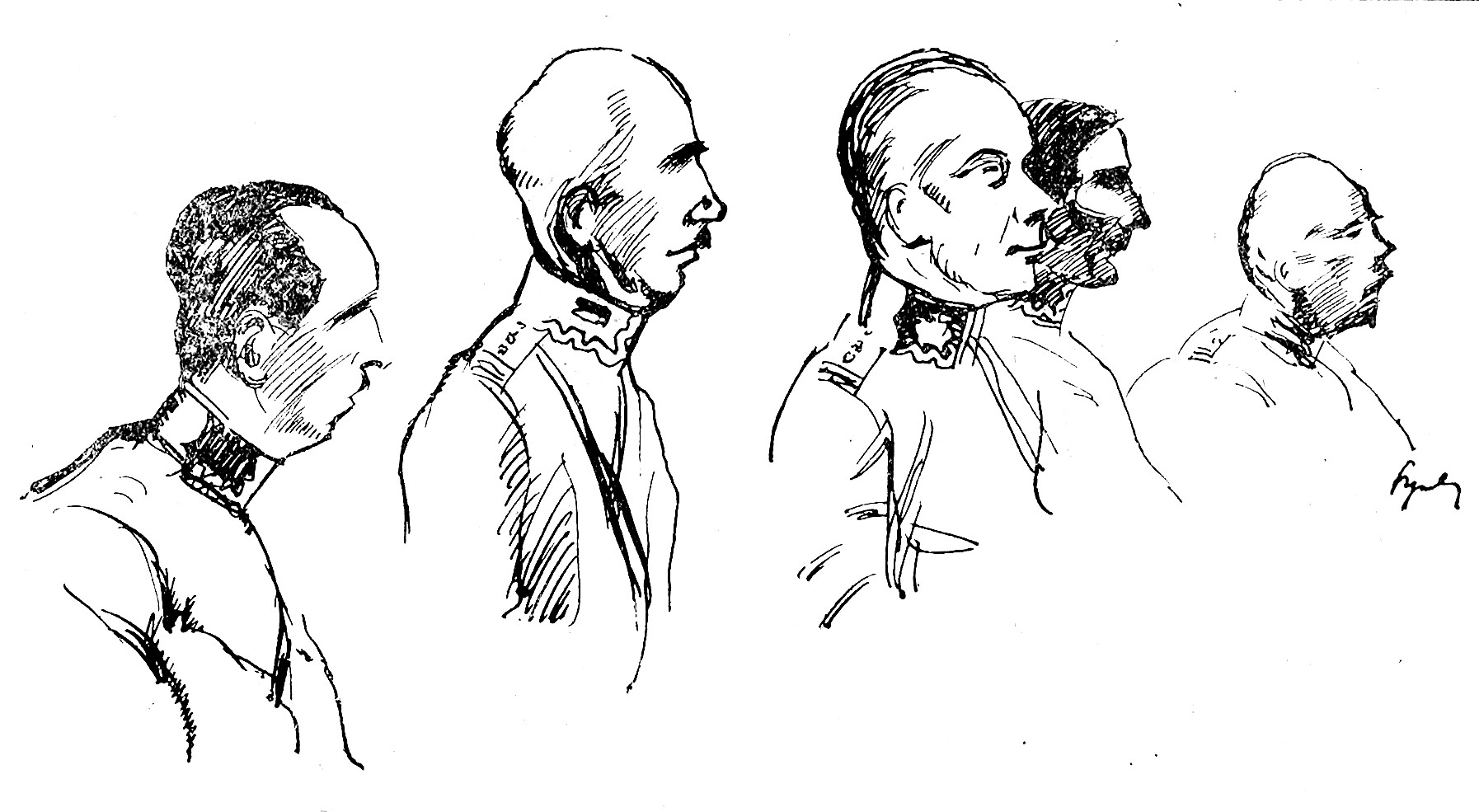
Ława sędziowska – rysunek Józefa Szperbera z procesu Walerego Bagińskiego i Antoniego Wieczorkiewicza, 1923

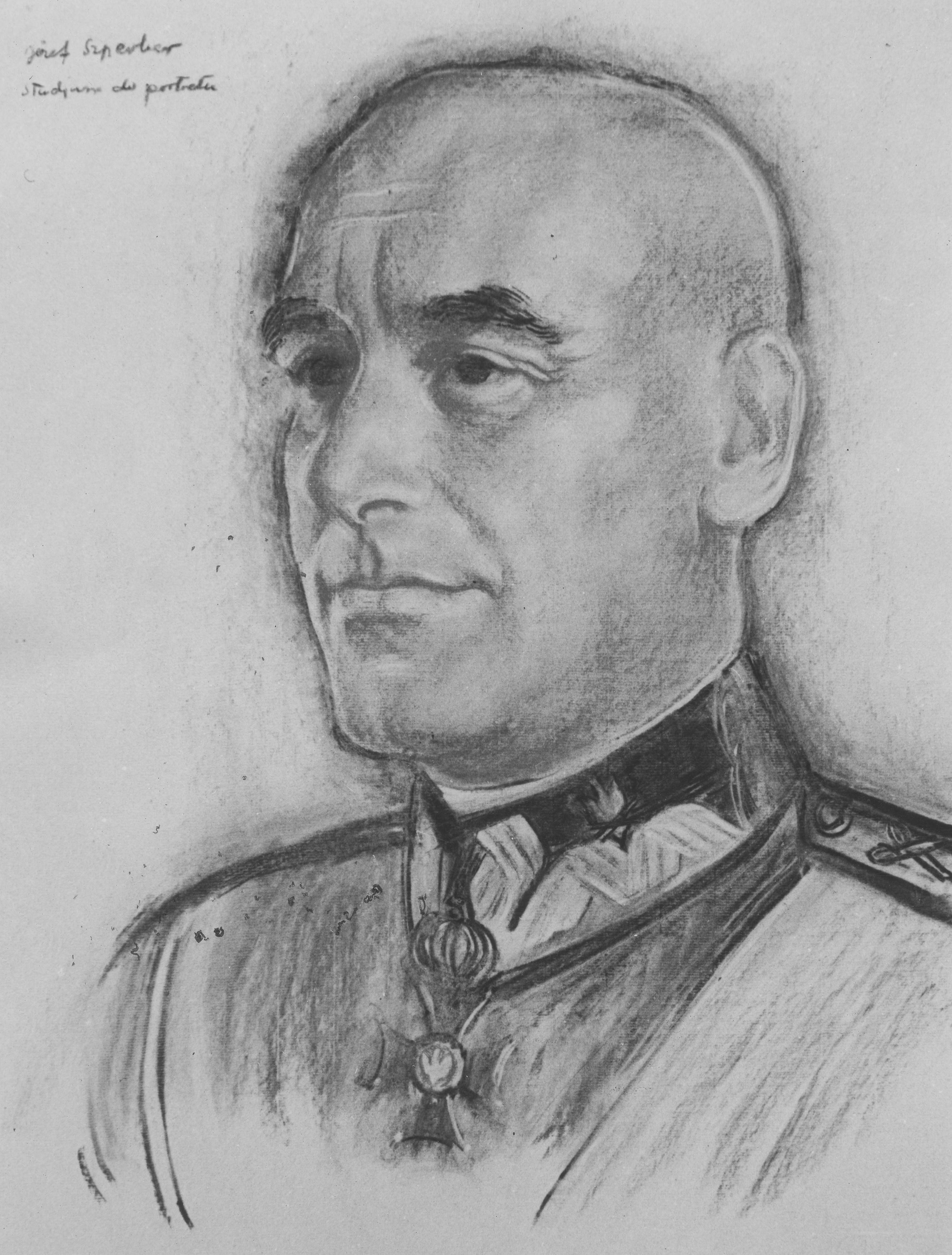
Szkic do portretu marszałka Rydza-Śmigłego, rys. Józef Szperber, 1936

Józef Jerzy Szperber, właśc. Józef Jerzy Sperber (ur. 7 stycznia 1888 w Krakowie, zm. w 1940 we Lwowie) – polski malarz, rysownik, działacz niepodległościowy, kawaler Orderu Virtuti Militari i żołnierz Wojska Polskiego, pochodzenia żydowskiego, bohater szarży pod Rokitną.

## Życiorys
Urodził się w rodzinie Salomona Stefana i Franciszki z Barberów. Był bratem Wacława (1891–1960), doktora praw, dziennikarza, kapitana piechoty pospolitego ruszenia Wojska Polskiego i stryjem Adama Wacława (1920–1944), podporucznika 2 pułku pancernego, pośmiertnie odznaczonego Orderem Virtuti Militari.
W latach 1903–1908 kształcił się w Akademii Sztuk Pięknych im. Jana Matejki w Krakowie u Floriana Cynka, Leona Wyczółkowskiego, Teodora Axentowicza i Józefa Pankiewicza. Należał do akademickich kół niepodległościowych.
Od 1914 służył w stopniu wachmistrza w 2 Pułku Ułanów II Brygady Legionów Polskich. W 1915 brał udział w szarży pod Rokitną, podczas której został ranny w nogę. Następnie był internowany, a po zwolnieniu został skierowany na front włoski. 1 kwietnia 1917 został mianowany chorążym taborów. Za bohaterstwo na polu bitwy i zasługi wojenne został w niepodległej Polsce odznaczony Krzyżem Srebrnym Orderu Virtuti Militari i Krzyżem Walecznych.
26 sierpnia 1919 został przyjęty do Wojska Polskiego z byłych Legionów Polskich z zatwierdzeniem posiadanego stopnia podporucznika i przydzielony do szwadronu zapasowego 2 pułku szwoleżerów. 27 sierpnia 1920 został zatwierdzony z dniem 1 kwietnia 1920 w stopniu rotmistrza, w kawalerii, w grupie oficerów byłych Legionów Polskich. Pełnił wówczas służbę w Dowództwie miasta Warszawa. 1 czerwca 1921 w dalszym ciągu pełnił służbę w Dowództwie miasta Warszawy, a jego oddziałem macierzystym był 2 pułk szwoleżerów. 3 maja 1922 został zweryfikowany w stopniu rotmistrza ze starszeństwem od 1 czerwca 1919 i 97. lokatą w korpusie oficerów jazdy (od 1924 – kawalerii). W 1923 został przeniesiony do rezerwy i przydzielony do macierzystego pułku, który wówczas stacjonował w Białej i Bielsku. W 1934, jako oficer rezerwy pozostawał w ewidencji Powiatowej Komendy Uzupełnień Warszawa Miasto III i posiadał przydział do Oficerskiej Kadry Okręgowej Nr I. Był wówczas w grupie oficerów „powyżej 40 roku życia”. Był sekretarzem Związku Legionistów Polskich i członkiem Bloku Zawodowych Artystów Plastyków.
W swojej twórczości zajmował się głównie malarstwem, nie stronił jednak od rysunku. Uczestniczył w „XVI Wystawie Sztuki”, zorganizowanej w 1912 przez Towarzystwo Przyjaciół Sztuk Pięknych w Krakowie. Wziął też udział w lwowskiej „Wystawie Legionów Polskich” w 1917. Później pokazywał swoje prace na wystawach w Towarzystwie Zachęty Sztuk Pięknych i Instytucie Propagandy Sztuki w Warszawie. Na „II Salonie Zimowym” IPS, otwartym dla publiczności na przełomie lat 1931/1932, został wyróżniony nagrodą pieniężną w wysokości 500 zł.
W 1928 pracował przy odnowie polichromii na fasadzie kamienicy Rolińska przy Rynku Starego Miasta 25 w Warszawie. Autorem projektu renowacyjnego i drugim wykonawcą był jego przyjaciel – malarz Witold Leonhard. W tym samym roku miał także epizod kinematograficzny. Został bowiem jednym z trzech scenografów niemego filmu fabularnego pt. Romans panny Opolskiej, wyreżyserowanego przez Władysława Lenczewskiego. Był autorem dekoracji wnętrz.
Po agresji ZSRR na Polskę, przebywał we Lwowie, do którego przyjechał z Warszawy z Zygmuntem Glinickim, towarzyszem broni i tak jak on – malarzem. Jego późniejsze losy są nieznane. Prawdopodobnie w 1940 został we Lwowie aresztowany i zamordowany przez sowieckie NKWD.

## Twórczość

### Malarstwo
- Pejzaż ze snopkami, 1911
- Japońska martwa natura, 1919
- Staw
- Sosna, 1920
- Autoportret, 1925
- Portret pana M. Z., 1925
- Portret generała Józefa Dańca, 1925
- Róg ulicy Szpitalnej w Krakowie – Przystanek autobusowy, 1920/1930
- Portret Danusi Czarneckiej, 1928
- Portret pani A. B., 1928
- Portret kobiety, 1930
- Portret damy, 1936
- Portret marszałka Józefa Piłsudskiego, 1936
- Portret prezydenta Ignacego Mościckiego
- Marynarz

### Rysunki
- Por. Walery Bagiński (1923) – rysunek z procesu Walerego Bagińskiego i Antoniego Wieczorkiewicza
- Ppor. Antoni Wieczorkiewicz (1923) – rysunek z procesu Walerego Bagińskiego i Antoniego Wieczorkiewicza
- Prokurator ppłk Wojciech Janczewski (1923) – rysunek z procesu Walerego Bagińskiego i Antoniego Wieczorkiewicza
- Ława sędziowska (1923) – rysunek z procesu Walerego Bagińskiego i Antoniego Wieczorkiewicza
- Studium do portretu Józefa Piłsudskiego, 1925
- Studium do portretu marszałka Edwarda Rydza-Śmigłego (ok. 1936)

### Opracowania graficzne książek
- Szały miłości (okładka), aut. St. L. Liciński, wyd. Wydawnictwo Polskich Zakładów Graficznych Jerzy Strowski i S-ka, 1923

## Ordery i odznaczenia
- Krzyż Srebrny Orderu Wojskowego Virtuti Militari nr 5467 – 17 maja 1922[28]
- Krzyż Niepodległości – 4 lutego 1932 „za pracę w dziele odzyskania niepodległości”[29][2][30]
- Krzyż Walecznych – trzykrotnie (po raz trzeci „za udział w b. Legionach Polskich”[31])
- Złoty Krzyż Zasługi[3]
- Medal Pamiątkowy za Wojnę 1918–1921[3]